# Elasmotheriinae
Elasmotheriinae (лат.) — подсемейство вымерших млекопитающих, относящихся к носорогам, обитавших в Евразии и Северной Америке с конца среднего эоцена до плейстоцена.
Согласно анализу фрагментарной ДНК представителей подсемейства в сравнении с ДНК некоторых видов современных парнокопытных эволюционное расхождение подсемейств Rhinoceratinae и Elasmotheriinae произошло в первой половине эоцена, примерно 40-50 млн лет назад.

## Таксономия
К подсемейству относятся следующие вымершие роды:
- Gulfoceras — 23,03—20,43 млн лет
- Victoriaceros[3]
- Триба Diceratheriini
  - Diceratherium — 33,9—11,61 млн лет
  - Subhyracodon — Субгиракодоны — 38,0—26,3 млн лет
- Триба Elasmotheriini — 20,0—0,126 млн лет
  - Bugtirhinus — 20,0—16,9 млн лет
  - Caementodon
  - Elasmotherium — Эласмотерии — 3,6—0,03 млн лет
  - Hispanotherium (Huaqingtherium) — 16,0—7,25 млн лет
  - Iranotherium
  - Kenyatherium
  - Meninatherium
  - Menoceras — Меноцерасы — 23,03—16,3 млн лет
  - Ningxiatherium[4]
  - Ougandatherium — 20,0—16,9 млн лет
  - Parelasmotherium
  - Procoelodonta
  - Sinotherium — 9,0—5,3 млн лет